# الفداء مرس السلطان
الفداء مرس السلطان (به فرانسوی: Al Fida – Mers Sultan) یک منطقهٔ مسکونی در مراکش است که در کازابلانکای بزرگ واقع شده‌است.

## خصوصیات
الفداء مرس السلطان ۱۷٫۹ کیلومترمربع مساحت و ۳۳۲٬۶۸۲ نفر جمعیت دارد.